# Nat King Cole & Me
Nat King Cole & Me — пятый студийный альбом американского джазового музыканта Грегори Портера, вышедший 27 октября 2017 года на лейблах Blue Note Records и Decca Records. В альбоме Портер поёт песни, которые ранее исполнял Нэт Кинг Коул, а также песни, авторы которых вдохновлялись творчеством Коула.

## Описание
| Совокупная оценка | Совокупная оценка |
| Источник          | Оценка            |
| ----------------- | ----------------- |
| Metacritic        | 71/100            |
| Оценки критиков   |                   |
| Источник          | Оценка            |
| Allmusic          | [ 2 ]             |
| Clash Music       | 7/10              |
| The Guardian      | [ 4 ]             |
| Exeposé           | [ 5 ]             |
| Financial Times   | [ 6 ]             |
| NARC              | 4/5               |
| PopMatters        | 7/10              |
| Sunday Express    | [ 9 ]             |
| The Telegraph     | [ 10 ]            |
| The Times         | [ 11 ]            |

По словам Портера, он с раннего детства cлушал Коула: «Я слушал Нэта в детстве, когда рядом не было моего отца, эти песни поразили меня». Это стало одной из причин, по которым Портер решил записать трибьют:
Неизбежно, когда вы делаете трибьют-альбом, кто-то по той или иной причине будет сравнивать: «О, он никакой не Нэт Кинг Коул». Но я делаю трибьют, и для меня большая честь петь песни одного из моих героев.
Кристофер Лаудон в обзоре для «JazzTimes» отметил схожесть двух певцов: «Неоспоримо то, что Портер и Коул — родственные души, у обоих тёплые, завораживающие баритоны, оба наделены огромным, заразительным обаянием».
Крис Пирсон из «The Times» отметил, что «некоторые аранжировки Винса Мендосы настолько близки к оригиналам», что можно невольно вздрогнуть от удивления, когда вступает голос Портера, а не Коула.
Уилл Роузбери из журнала «Clash» написал, что Nat King Cole & Me не является «новаторским», но это «хорошо спродюсированный и превосходно исполненный трибьют-альбом».

## Список песен
| №   | Название                   | Автор(ы)                                 | Длительность |
| --- | -------------------------- | ---------------------------------------- | ------------ |
| 1.  | «Mona Lisa»                | Джей Ливингстон Рэй Эванс                | 4:19         |
| 2.  | «Smile»                    | Чарли Чаплин Джеффри Парсонз Джон Тёрнер | 4:18         |
| 3.  | «Nature Boy»               | Эден Ахбез                               | 3:45         |
| 4.  | «L-O-V-E»                  | Берт Кемпферт Милт Габлер                | 2:09         |
| 5.  | «Quizas, Quizas, Quizas»   | Фаррес Освальдо                          | 4:31         |
| 6.  | «Miss Otis Regrets»        | Коул Портер                              | 4:31         |
| 7.  | «Pick Yourself Up»         | Дороти Филдс Джером Керн                 | 3:12         |
| 8.  | «When Love Was King»       | Грегори Портер                           | 7:44         |
| 9.  | «The Lonely One»           | Ленни Хамбро Роберта Хеллер              | 4:34         |
| 10. | «Ballerina»                | Боб Расселл Карл Сигман                  | 2:54         |
| 11. | «I Wonder Who My Daddy Is» | Глэдис Шелли                             | 3:48         |
| 12. | «The Christmas Song»       | Мел Торме Роберт Уэллс                   | 3:46         |

| №   | Название             | Автор(ы)                      | Длительность |
| --- | -------------------- | ----------------------------- | ------------ |
| 12. | «But Beautiful»      | Джимми ван Хойзен Джонни Бёрк | 4:33         |
| 13. | «Sweet Lorraine»     | Клифф Бурвелл Митчелл Пэриш   | 3:36         |
| 14. | «For All We Know»    | Дж. Фред Кутс Сэм М. Льюис    | 5:33         |
| 15. | «The Christmas Song» | Мел Торме Роберт Уэллс        | 3:46         |

## Участники записи
- Грегори Портер — вокал
- Теренс Бланшар — труба
- Кристиан Сэндс[англ.] — фортепиано
- Рубен Роджерс[англ.] — бас-гитара
- Улисс Оуэнс[англ.] — барабаны
- Винс Мендоса[англ.] — аранжировка

## Чарты

### Недельные чарты
| Чарт (2017)                       | Высшая позиция |
| --------------------------------- | -------------- |
| Австрия (Ö3 Austria)              | 5              |
| Бельгия/Фландрия (Ultratop)       | 21             |
| Бельгия/Валлония (Ultratop)       | 35             |
| Нидерланды (Album Top 100)        | 12             |
| Франция (SNEP)                    | 20             |
| Германия (Offizielle Top 100)     | 17             |
| Ирландия (IRMA)                   | 5              |
| Италия (Classifica album)         | 80             |
| Португалия (AFP)                  | 12             |
| Шотландия (Scottish Albums Chart) | 3              |
| Испания (PROMUSICAE)              | 34             |
| Швейцария (Schweizer Hitparade)   | 22             |
| Великобритания (UK Albums Chart)  | 3              |
| США Top Jazz Albums (Billboard)   | 1              |

### Чарты по итогам года
| Чарт (2017)     | Позиция |
| --------------- | ------- |
| UK Albums (OCC) | 21      |